# Медникарово
Медникарово (болг. Медникарово) — село в Болгарии. Находится в Старозагорской области, входит в общину Гылыбово. Население составляет 565 человек.

## Политическая ситуация
В местном кметстве Медникарово, в состав которого входит Медникарово, должность кмета (старосты) исполняет Кирил Йорданов Кабов (партия Болгарских социал-демократов (ПДСД)) по результатам выборов правления кметства.
Кмет (мэр) общины Гылыбово — Николай Тонев Колев (инициативный комитет) по результатам выборов в правление общины.

## Археология и палеогенетика
У представителя ямной культуры из могильника бронзового века (Bul4, 3012—2900 лет до н. э.) в Медникарово определена Y-хромосомная гаплогруппа I2a2a1b1b>I2a2a1b1b1-L699.